# Шладен (община)
Шладен (нем. Schladen) — община в Германии, в земле Нижняя Саксония.
Входит в состав района Вольфенбюттель. Подчиняется управлению Шладен. Население составляет 5016 человек (на 31 декабря 2010 года). Занимает площадь 30,66 км².
Община подразделяется на 4 сельских округа.
| Год  | Население |
| ---- | --------- |
| 1990 | 5110      |
| 1995 | 5245      |
| 2000 | 5452      |
| 2005 | 5323      |
| 2010 | 5090      |